# رولف اريكسون
رولف اريكسون (بالسويدية: Rolf Ericson)‏ هو عازف جاز سويدي، ولد في 29 أغسطس 1922 في ستوكهولم في السويد، وتوفي بنفس المكان في 1996.

## وصلات خارجية
- رولف اريكسون على موقع IMDb (الإنجليزية)
- رولف اريكسون على موقع ميوزك برينز (الإنجليزية)
- رولف اريكسون على موقع أول ميوزيك (الإنجليزية)
- رولف اريكسون على موقع ديسكوغز (الإنجليزية)